# Romasieras e Loberc
Romasieras Loberc (en francès Roumazières-Loubert) és un municipi francès situat al departament del Charente i a la regió de la Nova Aquitània. L'any 2007 tenia 2.580 habitants.

## Demografia

### Població
El 2007 la població de fet de Roumazières-Loubert era de 2.580 persones. Hi havia 1.130 famílies de les quals 386 eren unipersonals (169 homes vivint sols i 217 dones vivint soles), 394 parelles sense fills, 266 parelles amb fills i 84 famílies monoparentals amb fills.
La població ha evolucionat segons el següent gràfic:
Habitants censats

### Habitatges
El 2007 hi havia 1.351 habitatges, 1.164 eren l'habitatge principal de la família, 78 eren segones residències i 109 estaven desocupats. 1.170 eren cases i 141 eren apartaments. Dels 1.164 habitatges principals, 773 estaven ocupats pels seus propietaris, 357 estaven llogats i ocupats pels llogaters i 33 estaven cedits a títol gratuït; 13 tenien una cambra, 71 en tenien dues, 199 en tenien tres, 389 en tenien quatre i 492 en tenien cinc o més. 844 habitatges disposaven pel capbaix d'una plaça de pàrquing. A 532 habitatges hi havia un automòbil i a 381 n'hi havia dos o més.

### Piràmide de població
La piràmide de població per edats i sexe el 2009 era:
| Homes | Edats   | Dones |
| ----- | ------- | ----- |
| 4     | 95 o +  | 0     |
| 4     | 90 a 94 | 12    |
| 28    | 85 a 89 | 60    |
| 40    | 80 a 84 | 12    |
| 60    | 75 a 79 | 92    |
| 68    | 70 a 74 | 76    |
| 60    | 65 a 69 | 96    |
| 72    | 60 a 64 | 92    |
| 48    | 55 a 59 | 60    |
| 84    | 50 a 54 | 92    |
| 80    | 45 a 49 | 96    |
| 96    | 40 a 44 | 88    |
| 172   | 35 a 39 | 136   |
| 80    | 30 a 34 | 96    |
| 68    | 25 a 29 | 52    |
| 52    | 20 a 24 | 40    |
| 100   | 15 a 19 | 96    |
| 100   | 10 a 14 | 108   |
| 104   | 5 a 9   | 76    |
| 32    | 0 a 4   | 44    |

## Economia
El 2007 la població en edat de treballar era de 1.556 persones, 1.081 eren actives i 475 eren inactives. De les 1.081 persones actives 970 estaven ocupades (579 homes i 391 dones) i 112 estaven aturades (40 homes i 72 dones). De les 475 persones inactives 155 estaven jubilades, 110 estaven estudiant i 210 estaven classificades com a «altres inactius».

### Ingressos
El 2009 a Roumazières-Loubert hi havia 1.161 unitats fiscals que integraven 2.544,5 persones, la mediana anual d'ingressos fiscals per persona era de 14.712 €.

### Activitats econòmiques
Dels 134 establiments que hi havia el 2007, 2 eren d'empreses extractives, 5 d'empreses alimentàries, 3 d'empreses de fabricació d'altres productes industrials, 13 d'empreses de construcció, 40 d'empreses de comerç i reparació d'automòbils, 7 d'empreses de transport, 11 d'empreses d'hostatgeria i restauració, 9 d'empreses financeres, 6 d'empreses immobiliàries, 13 d'empreses de serveis, 14 d'entitats de l'administració pública i 11 d'empreses classificades com a «altres activitats de serveis».
Dels 37 establiments de servei als particulars que hi havia el 2009, 1 era una gendarmeria, 1 oficina de correu, 2 oficines bancàries, 3 tallers de reparació d'automòbils i de material agrícola, 1 taller d'inspecció tècnica de vehicles, 1 autoescola, 3 paletes, 3 guixaires pintors, 1 fusteria, 1 lampisteria, 2 electricistes, 1 empresa de construcció, 6 perruqueries, 1 veterinari, 1 agència de treball temporal, 6 restaurants, 2 agències immobiliàries i 1 saló de bellesa.
Dels 20 establiments comercials que hi havia el 2009, 2 eren supermercats, 3 fleques, 3 carnisseries, 4 botigues de roba, 2 sabateries, 2 botigues d'electrodomèstics, 2 botigues de material esportiu i 2 floristeries.
L'any 2000 a Roumazières-Loubert hi havia 51 explotacions agrícoles que ocupaven un total de 1.552 hectàrees.

## Equipaments sanitaris i escolars
El 2009 hi havia 2 farmàcies i 2 ambulàncies.
El 2009 hi havia 1 escola maternal i 1 escola elemental. Roumazières-Loubert disposava d'un col·legi d'educació secundària amb 172 alumnes.

## Poblacions més properes
El següent diagrama mostra les poblacions més properes.